# Géfin Gyula
Géfin Gyula (Kiscell, 1889. január 26. – Szombathely, 1973. november 10.) teológiai tanár, egyháztörténész, igazgató. 

## Életpályája
Elemi iskoláit a Kiscellen, a római katolikus iskolában végezte, majd 1898-1906 között a Premontrei  gimnáziumban folytatta. Érettségi után beiratkozott a szombathelyi teológiai főiskolára, ahonnan egy év múlva 1907-ben István Vilmos püspök az innsbrucki egyetemre küldte. 1912-ben, pappá szentelése után Királyfalván lett káplán, majd hittantanár a zalaegerszegi főgimnáziumban.
1914  novemberében kitüntetéssel doktorált az innsbrucki egyetemen. 1917-től Mikes János püspök kinevezte a szeminárium dogmatika tanárának, utóbb rektorának, ahol 1925-ig filozófiát tanított és egyúttal ellátta a püspöki levéltárosi és szertartói hivatalt is. A Püspöki Könyvtár, a papnevelő intézeti könyvtár, a Herzán-könyvtár igazgatója. 
84 évesen, Szombathelyen érte a halál.

## Munkássága
Számos tanulmányt tett közzé. Szerkesztette a szombathelyi egyházmegye történetét (I-III., melynek I. kötetét ő írta); a Szombathely múltjával foglalkozó Acta Savariensia című sorozatot (I-V., 1943–48). A Vasvármegyei Múzeum évkönyvében számos cikke jelent meg az egyházmegye művészeti értékeiről. Rendezte és kutatta a Püspöki Levéltárat. 1931-1932-ben egyháztörténeti kutatásokra állami ösztöndíjat kapott. Levéltári kutatómunkájának eredményeként 1935-ben megjelent könyve, a szombathelyi egyházmegye papságának történelmi névtára. Tudományos és irodalmi munkásságának elismeréseként a Pázmány Péter Tudományegyetem hittudományi kara 1935-ben a Doctor Collegiatus címmel tüntette ki. Nagy szerepe volt a szombathelyi Faludi Ferenc Irodalmi Társaság létrehozásában. 
1938-1943 között Járdányi Paulovics Istvánnal közösen feltárták a Romkertet és publikálták az ott talált római és középkori leleteket. Tevékenységére a tudós világ is felfigyelt: 1941. december 9-én levelező tagjává választotta a Berlini Akadémia Régészeti Társulata is.  
1943-ban a Püspökvár Sala Terrenajában létrehozta az Egyházművészeti Múzeumot, megindította az Acta Savariensiát, megírta A Szombathelyi Székesegyház című munkáját. 

## Főbb művei
- Faludi Ferenc. 1704–1779; Korda Ny., Budapest, 1942 (Kiadványok Jézustársasága magyarországi történetéhez. Tanulmányok)
- A szombathelyi székesegyház; 2. bőv. kiad.; Martineum, Szombathely, 1946
- Szombathely; szerk. Kádár Zoltán, Horváth Tibor Antal, Géfin Gyula; Képzőművészeti Alap, Budapest, 1961 (Magyar műemlékek)
- A romkert feltárása, 1938–1943; szöveggond. és jegyz. Kiss Gábor, Sosztarits Ottó, Vizvári Zolt; Önkormányzat–Panniculus Régiségtani Egylet, Szombathely, 1992 (Acta Savariensia)